# Monasterolo Casotto
Monasterolo Casotto (en français Monasterol) est une commune italienne de la province de Coni, dans la région Piémont.

## Administration
| Période                                  | Période | Identité | Étiquette | Qualité |
| ---------------------------------------- | ------- | -------- | --------- | ------- |
|                                          |         |          |           |         |
| Les données manquantes sont à compléter. |         |          |           |         |

### Communes limitrophes
Lisio, Mombasiglio, Pamparato, San Michele Mondovì, Scagnello, Torre Mondovì, Viola (Italie)

## Culture et patrimoine

### Lieux et monuments
- Chartreuse de Casotto